# Головачёв, Александр Михайлович
Александр Михайлович Головачёв — советский хозяйственный, государственный и политический деятель.

## Биография
Родился в 1917 году. Член ВКП(б) с 1945 года.
С 1941 года — на хозяйственной, общественной и политической работе. В 1941—1965 гг. — мастер, начальник цеха машиностроительного завода имени И. В. Сталина, партийный организатор ЦК ВКП(б) машиностроительного завода имени И. В. Сталина, директор завода имени М. И. Калинина, секретарь Молотовского — Пермского областного комитета КПСС, 2-й секретарь Пермского областного комитета КПСС, председатель СНХ Пермского экономического административного района, 1-й заместитель председателя СНХ Пермского экономического района.
Избирался депутатом Верховного Совета СССР 6-го созыва.
Умер в 2006 году.